# 두류 수영장
두류 수영장은 대한민국 대구광역시 달서구 공원순환로 223에 있는 수영장이다. 1984년 7월 4일에 완공되었다.